# Pangkatrejo (Maduran)
Pangkatrejo is een bestuurslaag in het regentschap Lamongan van de provincie Oost-Java, Indonesië. Pangkatrejo telt 837 inwoners (volkstelling 2010).